# Селюків
Се́люків — село в Україні, у складі Лубенської міської громади Лубенського району Полтавської області. Населення становить 24 осіб. 

## Географія
Село Селюків розташоване на відстані 3,5 км від річок Многа та Сулиця. По селу протікає пересихаючий струмок з загатою.

## Історія
12 червня 2020 року, відповідно до розпорядження Кабінету Міністрів України № 721-р «Про визначення адміністративних центрів та затвердження територій територіальних громад Полтавської області», село увійшло до складу Лубенської міської громади.
19 липня 2020 року, в результаті адміністративно - територіальної реформи та ліквідації Лубенського району(1923-2020), село увійшло до складу новоутвореного Лубенського району.

## Населення
Згідно з переписом УРСР 1989 року чисельність наявного населення села становила 43 особи, з яких 17 чоловіків та 26 жінок.
За переписом населення України 2001 року в селі мешкали 24 особи.

### Мова
Розподіл населення за рідною мовою за даними перепису 2001 року:
| Мова       | Відсоток |
| ---------- | -------- |
| українська | 91,67 %  |
| російська  | 8,33 %   |

## Економіка
- Молочно-товарна ферма.